# Атяшево (Большеигнатовский район)
Атяшево (эрз. Отяжеле) — село в Большеигнатовском районе Мордовии. Входит в состав Старочамзинского сельского поселения.

## География
Расположено в верховьях р. Пьяны, в 20 км от районного центра и 74 км от железнодорожной станции Оброчное. Граничит с Нижегородской областью.

## История
Название-антропоним: в «Книге письма и меры» Д. Пушечникова и А. Костяева указано, что в 1624 году деревня «Отяшева Выставка» принадлежала Русину Атюшеву.
В «Списке населённых мест Симбирской губернии» (1863) Атяшево — село владельческое из 137 дворов Курмышского уезда.
В 1884 году в Атяшеве была открыта церковно-приходская школа.
В 1918 году был создан сельсовет, в 1930-е гг. организованы 3 колхоза, с 1992 г. — СХПК «Рассвет».
В современной инфраструктуре села — основная школа, клуб, медпункт, почта. В Атяшеве жил дважды экс-чемпион мира, борец И. М. Заикин.

## Население
| 2002 | 2010 | 2012 | 2013 | 2014 |
| ---- | ---- | ---- | ---- | ---- |
| 334  | ↘266 | ↗270 | ↘256 | ↘248 |

Национальный состав
Согласно результатам Всероссийской переписи населения 2002 года, в национальной структуре населения мордва-эрзя составляли 90 %.

## Источник
- Энциклопедия Мордовия, Р. Н. Бузакова.